# Suhadole, Komenda
Suhadole je naselje v Občini Komenda.
V Suhadolah se je rodil slovenski pesnik, pisatelj in esejist France Pibernik.

## Zgodovina
V starih listinah se Suhadole prvič omenjajo leta 1322. Takrat je namreč Hedvika Planinska s Smlednika prodala kamniškemu meščanu Ulriku desetino v Suhadolah v komendski župniji. Tudi sicer je smledniško gospostvo imelo dve kmetiji v Suhadolah, ki se omanjata v urbarju iz okoli leta 1400.